# Uwe Süßenberger
Uwe Süßenberger est un astronome amateur allemand. Depuis 2005, son observatoire est situé dans le quartier de Bergen-Enkheim, à Francfort-sur-le-Main.
Le Centre des planètes mineures le crédite de la découverte de quatre astéroïdes, effectuée entre 2006 et 2010.
| (221516) Bergen-Enkheim | 13 août 2006     |
| (231555) Christianeurda | 1er octobre 2008 |
| (340980) Bad Vilbel     | 15 mars 2007     |
| (425442) Eberstadt      | 7 mars 2010      |